# Kento Katō
Kento Katō (japanisch 加藤 健人 Katō Kento; * 24. September 1995 in Okayama) ist ein japanischer Fußballspieler.

## Karriere
Katō erlernte das Fußballspielen in der Jugendmannschaft von Fagiano Okayama. Seinen ersten Vertrag unterschrieb er 2014 bei Fagiano Okayama. Der Verein spielte in der zweithöchsten Liga des Landes, der J2 League. Im August 2018 wurde er an den Ococias Kyoto AC ausgeliehen. 2019 wechselte er zum Drittligisten Thespakusatsu Gunma. Im August 2019 wurde er an den Veertien Mie ausgeliehen. 2020 wechselte er zu Arterivo Wakayama.